# Фламмерсфельд
Фламмерсфельд (нім. Flammersfeld) — громада в Німеччині, розташована в землі Рейнланд-Пфальц. Входить до складу району Альтенкірхен. Центр об'єднання громад Фламмерсфельд.
Площа — 4,06 км2. Населення становить 1362 ос. (станом на 31 грудня 2020).